# 2288 Karolinum
A 2288 Karolinum (ideiglenes jelöléssel 1979 UZ) a Naprendszer kisbolygóövében található aszteroida. Ladislav Brožek fedezte fel 1979. október 19-én.